# Forschungsstelle Deutscher Orden

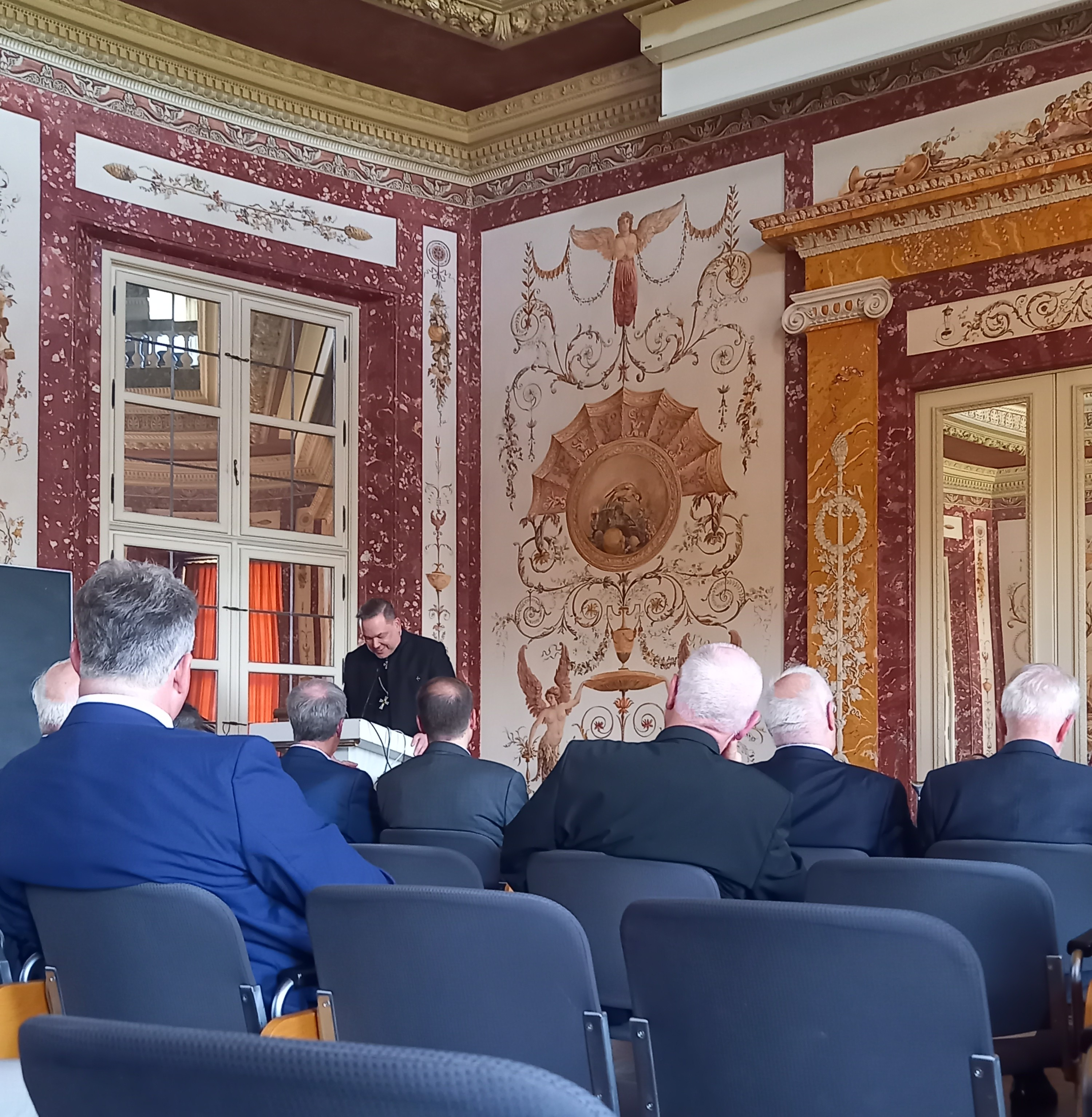
Der Hochmeister des Deutschen Ordens Frank Bayard beim Festakt anlässlich des zehnjährigen Bestehens der Forschungsstelle

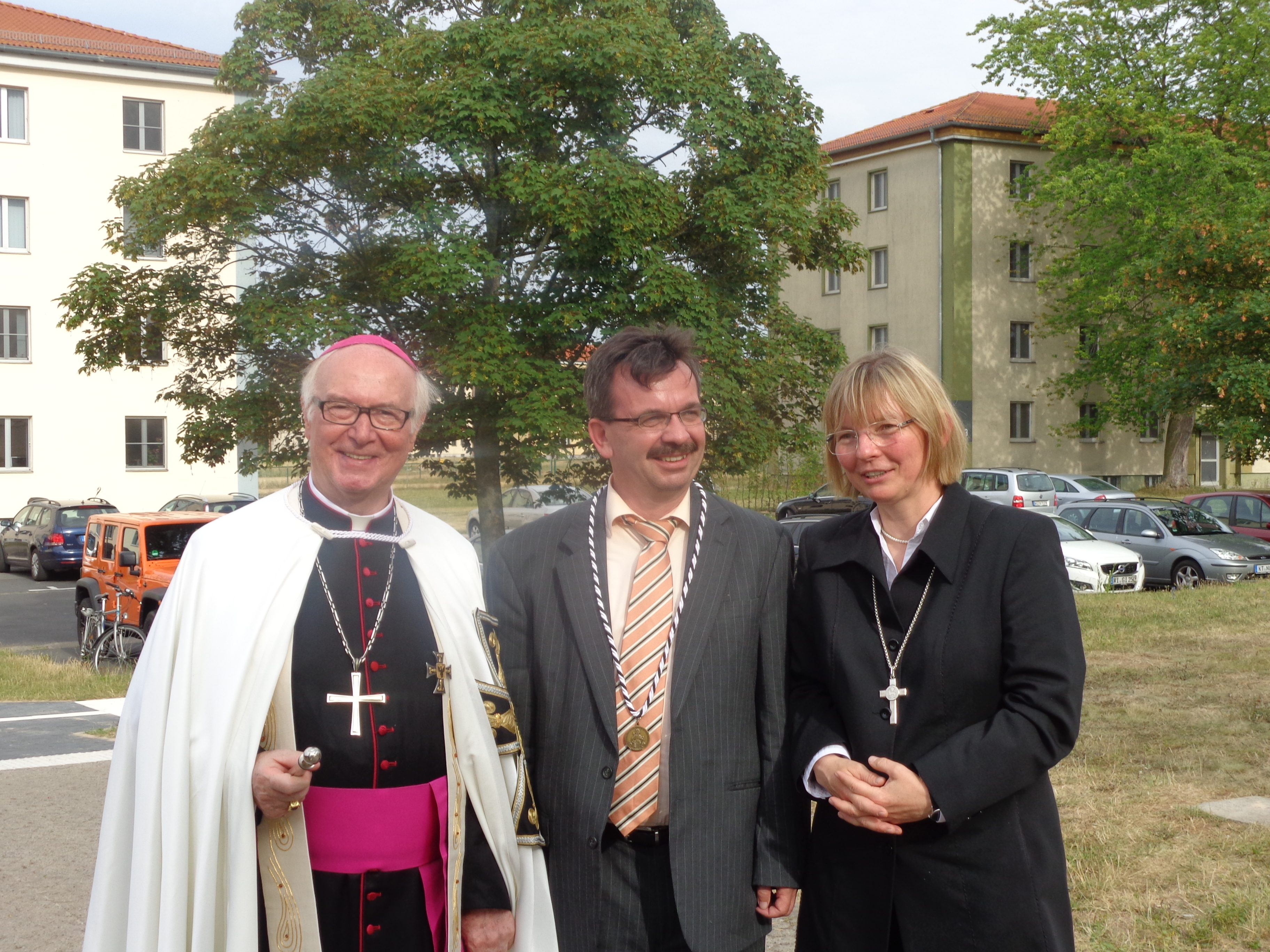
Bruno Platter, Helmut Flachenecker und Edda Weise bei der Eröffnung der Forschungsstelle

Die Forschungsstelle Deutscher Orden (FDO) ist eine Forschungseinrichtung an der Julius-Maximilians-Universität Würzburg, angesiedelt am Lehrstuhl für Fränkische Landesgeschichte. Sie widmet sich der Erforschung der Geschichte des Deutschen Ordens von 1190 bis zur Gegenwart.

## Hintergrund und Aufgabe
Die Forschungsstelle Deutscher Orden befindet sich seit ihrer Gründung 2014 auf dem Campus Nord der Universität Würzburg in den ehemaligen Räumlichkeiten der US Leighton Barracks. Zusammen mit dem Universitätsarchiv und dem Institut für Hochschulkunde bildet die Forschungsstelle eine Bürogemeinschaft mit gemeinsamem Lesesaal. Die Umbaukosten von 400.000 € wurden vom Freistaat Bayern aufgebracht, zusätzliche Unterstützung kam von der Deutschen Gesellschaft für Hochschulkunde, dem Deutschherrenbund, der Gesellschaft der Freunde und Förderer des Deutschen Ordens St. Mariens in Jerusalem und der Dieter-Salch-Stiftung Pro Universitate.
Eine von der Forschungsstelle ausgerichtete Tagung im Juli 2024 widmete sich neben dem Thema „Deutscher Orden und Bauernkrieg“, der sich 2025 zum 500. Mal jährt, mit einem Festakt in der Würzburger Residenz zudem dem zehnjährigen Bestehen der Forschungsstelle Deutscher Orden.
Unter der Leitung von Prof. Dr. Helmut Flachenecker bearbeitet die Forschungsstelle vergleichende europäische Regionalgeschichte und die vielfältigen Bezüge des Ordens zur politischen, religiösen und kulturellen Geschichte. Außerdem dient die Forschungsstelle zur Vernetzung der internationalen Forschungsansätze auf dem Gebiet der Ordensgeschichte.

## Eigene Projekte
Seit 2022 betreibt die Forschungsstelle Deutscher Orden ein eigenes Portal zur digitalen Veröffentlichung ihrer Forschungsprojekte. Dort finden sich Datenbanken zu den Siegeln des Deutschen Ordens, zur Kreuzsammlung der Forschungsstelle sowie zu den Urbaren der Geistlichen Ritterorden. Ein weiterer Teil des Portals ist der Blog, auf dem die Instagram-Beiträge des Accounts der Forschungsstelle hochgeladen werden und der als Newsletter abonniert werden kann.

## Lehre
Seit 2012 finden an der Julius-Maximilians-Universität Würzburg regelmäßig Vorlesungen und Seminare zur Deutschordensthematik statt.
| Semester | Dozent/-in                                  | Titel der Vorlesung / des Seminars |
| -------- | ------------------------------------------- | --- |
| SS 12    | Maike Trentin-Meyer                         | Die Schlacht von Tannenberg 1410 und der Verlust des Deutschordensterritoriums 1525 – wie stelle ich historische Ereignisse im Museum dar?             |
| WS 12/13 | Udo Arnold                                  | Die Geschichte des Deutschen Ordens unter besonderer Berücksichtigung der Ballei Franken                                                               |
|          | Maike Trentin-Meyer                         | Der Deutsche Orden in Franken – Darstellung im Museum                                                                                                  |
| SS 13    | Maike Trentin-Meyer                         | Die Geschichte des Deutschen Ordens im Museum |
| WS 13/14 | Stefan Petersen                             | Der Deutsche Orden in Franken |
| WS 14/15 | Jörg Seiler                                 | Der Deutsche Orden in der Neuzeit. Idee und Strukturen einer rechskirchlichen Selbstvergewisserung                                                     |
|          | Florian Huggenberger                        | Glaube, Politik, Nächstenliebe, Profit: Der Deutsche Orden in Franken und seinen Nachbargebieten                                                       |
| SS 15    | Roman Czaja                                 | Der Deutsche Orden und seine Territorialherrschaft an der Ostsee                                                                                       |
| WS 15/16 | John D. Young                               | Cloistered, Medicant and Military Orders in Franconia and Beyond                                                                                       |
| SS 16    | Helmut Flachenecker / Caspar Ehlers         | Der Deutsche Orden als raumbildender Faktor im Mittelalter                                                                                             |
| WS 16/17 | Arno Mentzel-Reuters / Marie-Luise Heckmann | Lektüre von Quellen zu Altpreußen |
| SS 17    | Caspar Ehlers                               | Ausgewählte Probleme der Mittelalterlichen Geschichte: Eine Kartographie der Balleien des Deutschen Ordens und ihrer Amtsträger bis zur frühen Neuzeit |
|          | Lina Schröder                               | Herrschaftssicherung mittels infrastruktureller Politik? Der Deutsche Orden in Preußen                                                                 |
| WS 17/18 | Lina Schröder                               | Herrschaftssicherung mittels infrastruktureller Politik? Der Deutsche Orden in Preußen                                                                 |
| SS 18    | Helmut Flachenecker/Caspar Ehlers           | Quellen und Forschungen zur Entstehung der Territorien des Deutschen Ordens                                                                            |
| WS 18/19 | Benjamin Heidenreich                        | Der Deutsche Orden in der Frühen Neuzeit |
| SS 19    | Benjamin Heidenreich                        | Der Deutsche Orden in der Frühen Neuzeit |
|          | Katharina Kemmer                            | Die Geschichte des Deutschen Ordens im Mittelalter |
| WS 19/20 | Katharina Kemmer                            | Einführung in die Sphragistik – Siegel des Deutschen Ordens                                                                                            |
| SS 20    | Helmut Flachenecker                         | Die Ritterorden in Franken |
|          | Katharina Kemmer                            | Mythos und Wahrheit – Der Deutsche Orden |
| WS 20/21 | Katharina Kemmer                            | Staufer und Deutscher Orden in Apulien |
| SS 21    | Katharina Kemmer                            | Der Deutsche Orden in Franken |
| WS 21/22 | Katharina Kemmer                            | Der Deutsche Orden im Mittelalter |
|          | Aurelia Brandenburg                         | Der Deutsche Orden im digitalen Spiel |
| SS 22    | Katharina Kemmer                            | Von Templern, Johannitern und Deutschem Orden |
| WS 22/23 | Katharina Kemmer                            | Primus inter Pares? – Der Deutsche Orden als geistlicher Landesherr im Reich und Ostmittel-Europa                                                      |
| SS 23    | Katharina Kemmer                            | Mittler zwischen Welten? – Der Deutsche Orden, Sacerdotium und Imperium                                                                                |
|          | Benedikt Weigand                            | Der Deutsche Orden in seinen Regionen |
| WS 23/24 | Helmut Flachenecker                         | Dichtung und Wahrheit? Fränkische Historiographen in fürstlichen Diensten: Lorenz Fries und Gregor Spieß                                               |
|          | Katharina Kemmer                            | Der Deutsche Orden in Ostmitteleuropa |
| SS 24    | Katharina Kemmer                            | Zeiten der Umbrüche und Krisen – Der Deutsche Orden ab der Frühen Neuzeit                                                                              |
|          | Katharina Kemmer                            | Der Deutsche Orden im Mittelmeerraum |
| WS 24/25 | Katharina Kemmer                            | Der Deutsche Orden im mittelalterlichen Europa |

## Forschung
Abgeschlossene Projekte:
- Nicholas Youmans: Die Identität des Deutschen Ordens im Spiegel seiner Symbolhandlungen
- Katharina Kemmer: Der Deutsche Orden in (Stadt)-Prozelten. Kommende, Herrschaftsstruktur, Territorialherrschaft. (Dissertation)
- Katharina Kemmer: Unitas per varietatem? - Das mittelalterliche Siegel-Corpus Deutscher Orden. Ein Vergleich der Siegel der Ballei Franken, an der Etsch und im Gebirge, Österreich, Elsass-Burgund, Lothringen und des Deutschmeistertums. (Habilitationsprojekt)

Laufende Projekte:
- Benedikt Weigand: Der Deutsche Orden und seine Balleien: Ein Vergleich zwischen Elsass-Burgund (Lothringen) und Preußen. (Arbeitstitel Dissertation)

## Bibliothek
In der Forschungsstelle befindet sich eine Teilbibliothek mit dem Schwerpunkt Deutscher Orden, zudem wird die Bibliothek der Kommission für Ost- und Westpreußische Landesforschung verwaltet.
Sammlungen der Bibliothek:
- Archivalienkopien zum Deutschen Orden, den Johannitern und aus den Beständen von Prof. Dr. Jürgen Sarnowsky. Die Kopien sind in einem Findbuch erfasst
- Siegelkopien aus der Sammlung von Hans-Georg Boehm (Bad Mergentheim)
- Fotothek aus dem Bildbestand der Internationalen Kommission zur Erforschung des Deutschen Ordens

## Kooperationen
- Hochmeisteramt des Deutschen Ordens in Wien
- Deutschordenszentralarchiv Wien
- Deutschherrenbund
- Internationale Historische Kommission zur Erforschung des Deutschen Ordens
- Historische Kommission für ost- und westpreußische Landesforschung
- Centro interdipartimentale di ricerca sull'Ordine Teutonico nel Mediterraneo
- Max-Planck-Institut für Rechtsgeschichte und Rechtstheorie
- Deutschordensmuseum - Residenzschloss Mergentheim
- Staatsarchiv Ludwigsburg
- Familiarengemeinschaft der Ballei Deutschland
- Residenzschloss Mergentheim

## Exkursionen
Seit 2015 finden im Zwei-Jahres-Rhythmus von der FDO (auch in Zusammenarbeit mit verschiedenen Lehrstühlen der Julius-Maximilians-Universität) organisierte Exkursionen auf den Spuren des Deutschen Ordens statt.
- 2021: Stauferherrschaft und Deutscher Orden in Apulien
- 2019: Auf den Spuren des Deutschen Ordens im Gebiet Kaliningrad (Russland)
- 2017: Auf den Spuren des Deutschen Ordens in Belgien und den Niederlanden
- 2015: Auf den Spuren des Deutschen Ordens in Polen

## Tagungen
Die Forschungsstelle Deutscher Orden ist regelmäßig (Mit-)Veranstalter von Tagungen:
- 2024: Deutscher Orden und Bauernkrieg 1525
- 2022: Deutschordensballeien im Südosten - Internationale Tagung
- 2021: Partes inferiores? Die Deutschordensballeien Utrecht, Biesen, Westfalen und Sachsen in der Frühen Neuzeit – Internationale Tagung
- 2019:
  - Maria, Georg und Elisabeth. Der Deutsche Orden von Akkon nach Franken – Internationale Tagung
  - Der Hochmeisterpalast auf der Marienburg, Vortrag von Professor Christofer Hermann im Toscanasaal der Residenz Würzburg
  - Jahresinvestitur des Familiareninstituts des Deutschen Ordens: Ausrichtung eines Symposiums
- 2018: Der Deutsche Orden und das Konzil von Konstanz – Internationale Tagung
- 2017:
  - Siegel des Deutschen Ordens – Internationaler Workshop
  - Quelleneditionen zur Geschichte des Deutschen Ordens und anderer geistlicher Institutionen – Internationale Tagung
- 2016: Globale und regionale Aspekte in der Entwicklung des Deutschen Ordens – Tagung der Internationalen Historischen Kommission zur Erforschung des Deutschen Ordens

## Publikationen
Die Forschungen und Tagungsbände der Forschungsstelle erscheinen in der Reihe "Veröffentlichungen der Forschungsstelle Deutscher Orden an der Universität Würzburg" als Unterreihe der "Quellen und Studien zur Geschichte des Deutschen Ordens". Eine Auflistung der Publikationen findet sich auf der Website der Forschungsstelle.
Auszug der Veröffentlichungen:
- Alice Ehrmann-Pösch, Bettler, Pfründner, Hausarme. Armenfürsorge in der Frühen Neuzeit am Beispiel Mergentheim, Residenzstadt des Deutschen Ordens (Quellen und Studien zur Geschichte des Deutschen Ordens 89 = Veröffentlichungen der Forschungsstelle Deutscher Orden an der Universität Würzburg 5), Ilmtal-Weinstraße 2022.
- Helmut Flachenecker (Hrsg.), Kommendenausbau im Hl. Römischen Reich des 13. Jahrhunderts. Italien, Franken, Preußen und Livland in vergleichender Perspektive (Quellen und Studien zur Geschichte des Deutschen Ordens 88 = Veröffentlichungen der Forschungsstelle Deutscher Orden an der Universität Würzburg 4), Ilmtal-Weinstraße 2022.
- Katharina Kemmer, Der Deutsche Orden in Prozelten: Kommende, Herrschaftsstruktur und Territorialherrschaft (Quellen und Studien zur Geschichte des Deutschen Ordens 83 = Veröffentlichungen der Forschungsstelle Deutscher Orden an der Universität Würzburg 3), Weimar 2020.
- Helmut Flachenecker (Hrsg.), Der Deutsche Orden auf dem Konstanzer Konzil: Pläne - Strategien - Erwartungen. (Quellen und Studien zur Geschichte des Deutschen Ordens 84 = Veröffentlichungen der Forschungsstelle Deutscher Orden an der Universität Würzburg 2), Weimar 2020.